# Washington J. McCormick

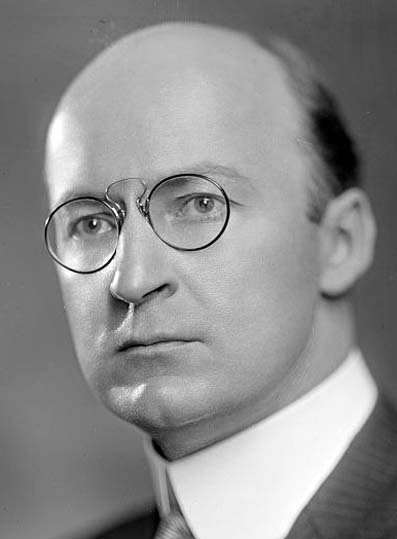
Washington J. McCormick

Washington Jay McCormick (* 4. Januar 1884 in Missoula, Montana; † 7. März 1949 ebenda) war ein US-amerikanischer Politiker. Zwischen 1921 und 1923 vertrat er den Bundesstaat Montana im US-Repräsentantenhaus.

## Frühe Jahre
Nach den öffentlichen Schulen seiner Heimat besuchte Washington McCormick die University of Montana und die University of Notre Dame in Indiana. Bis zum Jahr 1906 studierte er an der renommierten Harvard University. Nach einem Jurastudium wurde McCormick im Jahr 1910 als Rechtsanwalt zugelassen. Danach begann er in Missoula in diesem Beruf zu arbeiten.

## Politische Laufbahn
McCormick wurde Mitglied der Republikanischen Partei. Von 1918 bis 1920 war er Abgeordneter im Repräsentantenhaus von Montana. Bei den Kongresswahlen des Jahres 1920 konnte er den bisherigen Amtsinhaber John M. Evans von der Demokratischen Partei schlagen und als Abgeordneter in den Kongresseinziehen. Dieser Wahlsieg lag bundespolitisch im Trend. Auch bei den Präsidentschaftswahlen dieses Jahres konnten die Republikaner mit Warren G. Harding ihren Kandidaten durchbringen. McCormick konnte sich aber nur für eine Legislaturperiode im Repräsentantenhaus halten. Schon bei den nächsten Wahlen im Jahr 1922 musste er seinen Sitz wieder an John Evans abgeben. Insgesamt war er zwischen dem 4. März 1921 und dem 3. März 1923 Mitglied des Kongresses.

## Weiterer Lebenslauf
Nach seiner Zeit in Washington war McCormick wieder als Rechtsanwalt in Montana tätig. Später wurde er auch Schriftsteller. Er verstarb im März 1949 und wurde in Missoula beigesetzt.